# Смит Сахалин
«Смит Сахалин» — российское аварийно-спасательное судно, предназначенное для обслуживания морских добывающих платформ. Используется на проектах добычи нефти и газа «Сахалин» в Охотском море.
Судно дважды участвовало в спасательных операциях:
- В 2009 году произошла поломка двигателя танкера «Остров Монерон». «Смит Сахалин» сопровождал обездвиженное судно и предпринимал попытки взять его на буксир. Ситуация была осложнена плохими погодными условиями[2], в результате команде танкера удалось запустить двигатель.
- В 2011 году произошла авария буровой платформы «Кольская». «Смит Сахалин» был отправлен в район катастрофы для проведения спасательной экспедиции. Там он сменил буксир «Нефтегаз-55», который получил трещину в районе машинного отделения[3][4].